# Heaven (песня D-moll)
«Heaven» (с англ. — «Небеса») — песня черногорской музыкальной группы «D-moll», представленная на конкурсе «Евровидение-2019» в Тель-Авиве.

## Евровидение
9 февраля 2019 года песня выбрана как представитель Черногории на конкурсе «Евровидение-2019» в национальном отборе «Montevizija 2019», выиграв телеголосование.

## Композиция
| №  | Название | Длительность |
| -- | -------- | ------------ |
| 1. | «Heaven» | 2:58         |